# Kenji Nagasaki
Kenji Nagasaki (長崎健司 Nagasaki Kenji?) es un director y guionista gráfico de anime japonés contratado por Madhouse. Hizo su debut como director en 2011 con No. 6. A partir de 2016 dirigió la adaptación al anime de My Hero Academia, la cual ha recibido elogios de la crítica.

## Biografía
Kenji Nagasaki decidió unirse a la industria del anime en la escuela secundaria después de ver El castillo en el cielo de Hayao Miyazaki. Debutó como director de series con la adaptación al anime de No. 6. En 2013 dirigió Gundam Build Fighters, basada en la franquicia Gundam. En 2015 dirigió la serie original de anime Classroom Crisis.
A partir de 2016, Nagasaki dirigió la adaptación al anime de My Hero Academia. También dirigió las tres películas de anime basadas en la serie. La serie ha recibido elogios, y Paste sitúa la adaptación entre los 40 mejores animes de todos los tiempos. Polygon, Crunchyroll e IGN también nombró la adaptación como uno de los mejores animes de la década de 2010. En los Crunchyroll Anime Awards, la adaptación fue nominada a Anime del Año en 2016 y la película My Hero Academia: Dos héroes ganó el premio a mejor película en 2018. También ganó el premio al mejor director internacional en el Lusca Fantastic Film Fest en 2018.

## Trabajos

### Series de televisión
Destaca papeles con funciones de dirección de series.
| Año  | Título                                        | Director(es)                  | Estudio        | Funciones                                                                                                 | Refs.                |
| ---- | --------------------------------------------- | ----------------------------- | -------------- | --- | -------------------- |
| 2004 | Monster                                       | Masayuki Kojima               | Madhouse       | Director de episodios (#27, 45) Guionista gráfico (#6, 14, 27, 39, 45, 57)                                | [ 17 ] [ 18 ]        |
| 2005 | Ichigo 100%                                   | Osamu Sekita                  | Madhouse       | Director de episodio (#OP)                                                                                | [ 19 ]               |
| 2005 | Tōhai Densetsu Akagi: Yami ni Maiorita Tensai | Yūzō Satō                     | Madhouse       | Director de episodio (#4)                                                                                 | [ 20 ] [ 21 ]        |
| 2006 | Kiba                                          | Hiroshi Kōjina                | Madhouse       | Director del episodio Guion gráfico Asistente de dirección Animación de apertura                          | [ 22 ]               |
| 2006 | Kemonozume                                    | Masaaki Yuasa                 | Madhouse       | Director de episodio asistente (#11)                                                                      | [ 23 ]               |
| 2007 | Oh! Edo Rocket                                | Seiji Mizushima               | Madhouse       | Director de episodios (#14, 25; OP) Guionista gráfico (#14, 17, 21, 25-26) Asistente de dirección         | [ 24 ]               |
| 2007 | Mobile Suit Gundam 00                         | Seiji Mizushima               | Sunrise        | Director de episodios (#13, 18, 23) Guionista gráfico (#13, 18, 23-24) Asistente de dirección             | [ 25 ]               |
| 2008 | Mobile Suit Gundam 00 Second Season           | Seiji Mizushima               | Sunrise        | Director de episodios (#3, 17, 24) Guionista gráfico (#3, 8, 12, 17, 24)                                  | [ 26 ]               |
| 2010 | Hanamaru Yōchien                              | Seiji Mizushima               | Gainax         | Director de episodios (#10) Guionista gráfico (#10)                                                       | [ 27 ]               |
| 2010 | Star Driver: Kagayaki no Takuto               | Takuya Igarashi               | Bones          | Guionista gráfico (#2, 21)                                                                                | [ 1 ] [ 28 ]         |
| 2011 | Gosick                                        | Hitoshi Nanba                 | Bones          | Guionista gráfico (#15)                                                                                   | [ 29 ]               |
| 2011 | Kimi ni Todoke 2nd Season                     | Hiro Kaburaki                 | Production I.G | Guionista gráfico (#4)                                                                                    | [ 30 ]               |
| 2011 | No. 6                                         | Kenji Nagasaki                | Bones          | Director Director de episodios (#11) Guionista gráfico (#1-3, 9, 11; OP, ED) Director de unidad (#OP)     | [ 3 ]                |
| 2011 | Mobile Suit Gundam AGE                        | Susumu Yamaguchi              | Sunrise        | Director de episodios (#26) Guionista gráfico (#26, 49; ED 2, 4) Director de unidad (#ED 2, 4)            | [ 31 ]               |
| 2012 | Aikatsu!                                      | Ryūichi Kimura                | Sunrise        | Guionista gráfico (#17)                                                                                   | [ 32 ]               |
| 2013 | Gundam Build Fighters                         | Kenji Nagasaki                | Sunrise        | Director Director de episodios (#1, 25) Guionista gráfico (#1-2, 7, 25; ED, ED2) Director de unidad (#ED) | [ 4 ]                |
| 2014 | Gundam Build Fighters Try                     | Shinya Watada                 | Sunrise        | Guionista gráfico (#2)                                                                                    | [ 33 ]               |
| 2015 | Kekkai Sensen                                 | Rie Matsumoto                 | Bones          | Guionista gráfico (#6)                                                                                    | [ 34 ]               |
| 2015 | Classroom Crisis                              | Kenji Nagasaki                | Lay-duce       | Director Guionista gráfico (#1-2, 4-5; OP)                                                                | [ 5 ]                |
| 2016 | My Hero Academia                              | Kenji Nagasaki                | Bones          | Director Guionista gráfico (#1-2; OP, ED)                                                                 | [ 6 ] [ 35 ]         |
| 2017 | My Hero Academia 2                            | Kenji Nagasaki                | Bones          | Director Guionista gráfico (#14; OP2)                                                                     | [ 36 ]               |
| 2018 | My Hero Academia 3                            | Kenji Nagasaki                | Bones          | Director Guionista gráfico (#63) Director de unidad (#63)                                                 | [ 37 ]               |
| 2019 | My Hero Academia 4                            | Kenji Nagasaki Masahiro Mukai | Bones          | Director jefe                                                                                             | [ 38 ]               |
| 2021 | My Hero Academia 5                            | Kenji Nagasaki Masahiro Mukai | Bones          | Director jefe                                                                                             | [ 39 ]               |
| 2022 | My Hero Academia 6                            | Kenji Nagasaki Masahiro Mukai | Bones          | Director jefe                                                                                             | [ 40 ]               |
| 2024 | My Hero Academia 7                            | Kenji Nagasaki Naomi Nakayama | Bones          | Director jefe                                                                                             | [ 41 ] [ 42 ] [ 43 ] |
| 2025 | My Hero Academia 8                            | Kenji Nagasaki Naomi Nakayama | Bones          | Director jefe                                                                                             | [ 44 ]               |

### Películas
Destaca papeles con funciones de dirección de series.
     Destaca papeles con funciones de asistente de dirección o supervisión.
| Año  | Título                                                         | Director(es)    | Estudio | Funciones                                               | Refs.  |
| ---- | -------------------------------------------------------------- | --------------- | ------- | ------------------------------------------------------- | ------ |
| 2010 | Mobile Suit Gundam 00 the Movie: A Wakening of the Trailblazer | Seiji Mizushima | Sunrise | Director asistente Guionista gráfico Director de unidad | [ 45 ] |
| 2018 | My Hero Academia: Dos héroes                                   | Kenji Nagasaki  | Bones   | Director Guionista gráfico                              | [ 7 ]  |
| 2019 | My Hero Academia: El despertar de los héroes                   | Kenji Nagasaki  | Bones   | Director Guionista gráfico Director de unidad           | [ 8 ]  |
| 2021 | My Hero Academia: Misión mundial de héroes                     | Kenji Nagasaki  | Bones   | Director Guionista gráfico Director de unidad           | [ 9 ]  |

### ONAs
Destaca papeles con funciones de dirección de series.
| Año  | Título                                                 | Director(es)                  | Estudio | Funciones     | Refs.  |
| ---- | ------------------------------------------------------ | ----------------------------- | ------- | ------------- | ------ |
| 2020 | My Hero Academia: Make It! Do-or-Die Survival Training | Kenji Nagasaki Masahiro Mukai | Bones   | Director jefe | [ 46 ] |

### Videojuegos
- Phoenix Wright: Ace Attorney - Dual Destinies (逆転裁判 5 Gyakuten Saiban 5?) (2013) (director de cinemática)[47]